# Дятлов Гнат Семенович
Гнат Семенович Дятлов (12 січня 1925 — 31 липня 1999) — командир стрілецького взводу, Герой Радянського Союзу.

## Біографія
Дятлов Гнат Семенович народився 12 січня 1925 року в с. Старобілокатай Білокатайського району Башкирської АРСР.
Закінчив Старобілокатайську семирічну школу. Після школи працював в колгоспі. Батько, Семен Васильович, в жовтні 1942 року загинув в Сталінградській битві на Волзі.
В Червону Армію Гнат Семенович призваний Білокатайським райвійськкоматом Башкирської АРСР 20 січня 1943 року. У 1944 році закінчив прискорений курс Горьковського військового піхотного училища. Командував взводом 1239-го стрілецького полку на 2-му Українському фронті. В серпні 1944 р. поранений у бою, з госпіталю знову повернувся у свій полк. Воював в Румунії, Польщі. Війну закінчив на території Німеччини.
Звільнений в запас в 1953 році.
Місце роботи: воєнрук в школі, майстер на заводі харчової промисловості м. Златоуст, товарознавець швейної фабрики в м. Славуті (Україна).
У 1967 році закінчив школу робітничої молоді, в 1973 році — Казанський державний університет. Працював заступником директора фабрики спортивних виробів в Уфі. З 1971 року працював товарознавцем Будинку моди в Уфі, начальником відділу постачання швейної фабрики, начальником відділу постачання тресту «Ремстройдормаш».
Помер 31 липня 1999 році в Уфі. Похований у с. Юматово Уфимського району.

## Подвиг
«12 січня 1945 року прорвана оборона противника на Сандомирському плацдармі. Війська 1-го Українського фронту вийшли до річки Одер. Фашистські війська завчасно створили оборону на західному березі Одеру, намагаючись тут зупинити стрімкий наступ. Почалися бої за оволодіння плацдармом.
Командування 1239-го стрілецького полку вирішило у ніч з 24 на 25 січня в районі села Ланге форсувати річку Одер і захопити плацдарм на її західному березі.
Не дивлячись на сильний кулеметний вогонь противника, лейтенант Дятлов налаштував бійців на виконання бойового завдання. Сам він у числі перших увірвався в траншеї противника на західному березі Одера. Стрімким ударом радянських бійців гітлерівці були вибиті із траншей. На світанку зав'язався бій. Противник силою до двох рот піхоти і чоттрьох танків пішов у контрнаступ, але взвод Дятлова не дав цьому статися. У бою знищено близько взвода німецьких солдатів, три кулеметні точки і підбито два танки. Ворог почав відступати. Цим забезпечено форсування Одера іншими підрозділами 1239-го стрілецького полку».
«Потім лейтенант Дятлов Г. С. і його взвод разом з іншими підрозділами 1239-го стрілецького полку в період з 25 січня по 2 лютого вели запеклі бої за розширення плацдарму: зайняли с. Юнгфернзее, відбивали численні контратаки противника, розширили і утримали плацдарм».
10 квітня 1945 року за успішне форсування річки Одер, умілі дії за захоплення і утримання плацдарму на його західному березі лейтенанту Дятлову Г. С. присвоєно звання Героя Радянського Союзу.

## Нагороди
- Герой Радянського Союзу, медаль «Золота Зірка» (№ 6514)[1][2].
- Орден Леніна.
- Орден Вітчизняної війни I ступеня (06.04.1985)[3].

## Пам'ять
На будівлі Старобілокатайської середньої школи встановлена меморіальна дошка на честь героя.
Ім'ям Героя названа вулиця села Старобілокатай.
Засновані перехідні кубки з волейболу імені І. С. Дятлова, розігруються щорічно сільськими командами.